# Major
 Der er for få eller ingen kildehenvisninger i denne artikel, hvilket er et problem. Du kan hjælpe ved at angive troværdige kilder til de påstande, som fremføres i artiklen.

Major (mellemste bøjning af (latin): magnus for 'større') er en officersgrad i hær og luftvåben mellem kaptajn og oberstløjtnant. Majorgraden svarer til orlogskaptajn i Søværnet, til en Squadron Leader i RAF (også selvom vedkommende ikke leder en eskadrille) og en commandant i den franske hær (da major på fransk svarer til en chefsergent). 

## Major i forsvaret
For at bestride stillingen som major skal man enten gennemgå Videreuddannelsestrin II (VUT-II) ved Forsvarsakademiet eller udnævnes gennem anciennitet. Kun en major med Videreuddannelsestrin II uddannelse vil efterfølgende kunne udnævnes til oberstløjtnant og højere grader. I Hæren bærer majoren én B-stjerne på hver skulder.
I Hæren er en major typisk stabschef i en bataljon, sektionschef ved en regiments/brigadestab eller stabsofficer i højere operative stabe.
I Flyvevåbnet er en major chef for en flyvende eskadrille og tidligere en jord til luft-missileskadrille.
I Forsvarets Sundhedstjeneste vil overlæger, overtandlæger og overdyrlæger bære majordistinktioner.
I Hærhjemmeværnet og i Flyverhjemmeværnet kan en major være næstkommanderende ved et hjemmeværnsdistrikt. Majorer i Hjemmeværnet er ikke frivillige medlemmer, men aflønnede officerer og tjenestemænd.
Militæranalytikere ved Forsvarsakademiet (FAK) er ligeledes majorer fra Hæren og Flyvevåbnet (eller civile, eller fra Søværnet).
En major (og orlogskaptajn fra Søværnet) vil i forsvarsministeriet, forsvarskommandoen eller en af forsvarets styrelser, typisk være sagsbehandler. 
Ydermere kan en major ligeledes være adjudant ved kongehusets adjudantstab.
Major rangeres ind i rangfølgens klasse 4
- Hæren
- Flyvevåbnet

Tidligere fandtes der i den danske hær en sjældent brugt underopdeling i tertsmajor, sekondmajor og premiermajor.

## Andre majorer
- Lederen af et brandkorps er nogle steder brandmajor,
- Fummelfingrede mennesker kaldes ofte for klodsmajorer.
- Lederen af et marcherende orkester er tamburmajor.